# حسن أحمد الشيخ
حسن أحمد جاسم عبد الله الشيخ (مواليد 5 أغسطس 1992 في البحرين) هو لاعب كرة قدم بحريني يجيد اللعب في مركز الظهير الأيسر. يلعب حاليا لصالح الأهلي الذي ينافس في الدوري البحريني الممتاز منذ 2019.